# On The River
〈On The River〉(온 더 리버)는 대한민국의 가수 이옥주의 5번째 싱글이자, 타이미 명의로의 첫 번째 싱글이며, 2013년 12월 12일에 발매되었다.

## 수록곡
1. 한강 위에서 (On The River)
  - 작사: 타이미, 작곡: 이건호, 박병기, 편곡: 이건호